# Имнадзе, Ираклий
Ираклий Имнадзе (груз. ირაკლი იმნაძე; род. 1968) — советский футболист, выступавший за клуб «Гурия».
На уровне команд мастеров выступал только два года. В сезоне 1986 в первой лиге он сыграл 15 матчей, а его команда заняла второе место в лиге. В следующем сезоне в высшей лиге он сыграл только один матч, появившись на замену после перерыва в матче с московским «Торпедо».